# Hiromi Kojima
Hiromi Kojima (n. 12 decembrie 1977) este un fost fotbalist japonez.

## Statistici
| Japonia | Japonia | Japonia |
| An      | Meciuri | Goluri  |
| ------- | ------- | ------- |
| 2000    | 1       | 0       |
| Total   | 1       | 0       |